# منتوحتپ سوم
منتوحُتپ سوم فرعونی از دودمان یازدهم مصر بود که در دوره پادشاهی میانه فرمانروایی می‌کرد. نام او در فهرست پادشاهان تورین آمده و طول فرمانروایی برابر با ۱۲ سال برایش ذکر شده.

## خانواده
منتوحُتپ سوم پسر و جانشین منتوحتپ دوم بود. بر یکی از همسران منتوحتپ دوم به نام تم لقب مادر دو شاه نهاده شده بود که می‌توان به قطع گفت که او مادر منتوحتپ سوم بوده‌است. اما خانوادهٔ خود منتوحتپ سوم در هاله‌ای از ابهام قرار دارد و مشخص نیست که جانشین او منتوحتپ چهارم پسرش بوده یا نه.

## آثار
منتوحتپ سوم معبدی از آجر گلین در تپهٔ ثوث در غرب تبس ساخت. این معبد بر روی سازه‌ای قدیمی‌تر از خود ساخته و به خدای هوروس تقدیم شده بود. به نظر می‌آید که این معبد در پایان دودمان یازدهم به دلیل وقوع زمین‌لرزه نابود شد.